# Matràs aforat

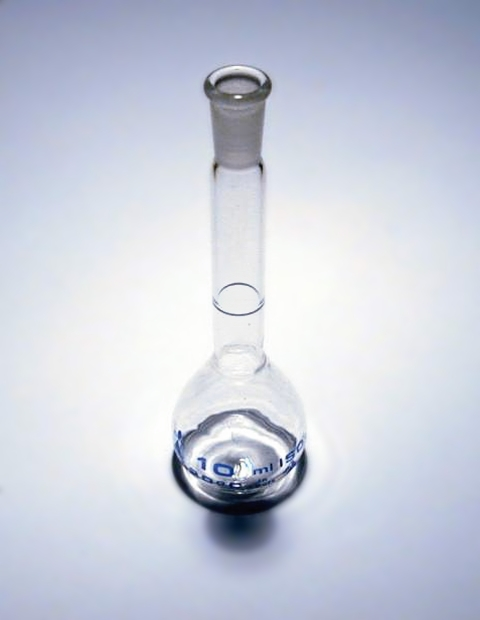
Matràs aforat de Pyrex de 10 ml de capacitat.

Un matràs aforat, també anomenat fiola o flascó volumètric, és un recipient amb forma de pera, de fons pla, amb un coll llarg i prim que té una osca per a indicar-ne la capacitat, i que és utilitzat per a preparar dissolucions de concentració coneguda als laboratoris. El coll acaba amb una zona esmerilada que permet posar-hi un tap.
Els matrassos aforats es fabriquen amb vidre de borosilicat o polipropilè. La majoria tenen una osca o marca gravada al voltant del coll que indica cert volum de líquid que és el contingut a una temperatura concreta (usualment 20 °C), sent en aquest cas un matràs graduat per contenir. La forma correcta de mesurar volums és omplir el matràs aforat amb el líquid fins que la part inferior del menisc, que es forma a la superfície del líquid dins del coll, sigui tangent a la marca. El fet que el coll del matràs sigui estret és per augmentar l'exactitud, d'aquesta forma un canvi petit en el volum es tradueix en un augment considerable de l'alçada del líquid. Són recipients molt precisos, així un de 250 ml té una precisió de ±0,20 cm³.

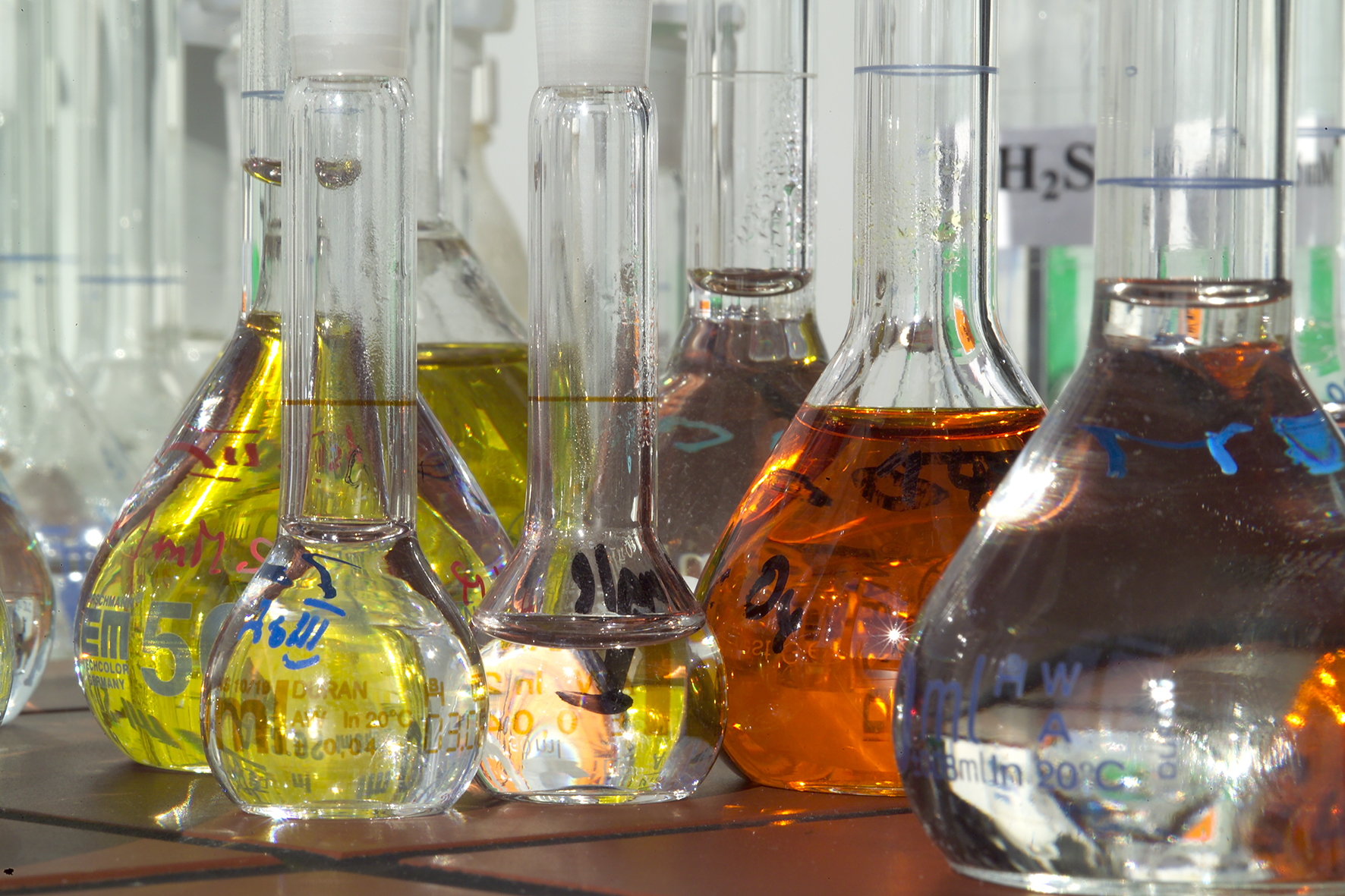
Matrassos aforats plens de dissolucions.

Els matrassos es fabriquen en volums que van de 5 ml fins a uns quants litres. El procediment usual de preparació de dissolucions amb soluts sòlids és pesar la quantitat de solut, abocar-lo amb una petita quantitat de dissolvent dins d'un vas de precipitats i dissoldre'l per agitació. Després s'aboca la dissolució obtinguda dins del matràs aforat. Seguidament, es neteja el vas de precipitats diverses vegades amb petites quantitats de dissolvent que s'aboquen dins del matràs aforat. A continuació s'omple el matràs amb el dissolvent fins a una altura un poc per sota de l'osca. Tot seguit s'acaba d'omplir gota a gota fins que el menisc que es forma a la superfície del dissolvent queda tangent a la línia de l'osca (operació coneguda com «arrasar»). Per acabar, es tapa el matràs aforat i s'inverteix tres vegades per aconseguir una dissolució homogènia.
En cas de preparar-se dissolucions diluïdes a partir de dissolucions més concentrades, el volum de la diluïda es mesura amb una pipeta i s'aboca directament dins del matràs i a continuació el dissolvent seguint el mateix procediment que amb els sòlids.
Un altre tipus de matràs és el que s'empra per abocar un determinat volum de líquid, també a una temperatura donada, sota condicions específiques. L'ús dels matrassos per contenir és majoritari, ja que l'exactitud dels d'abocament és menor a causa de la dificultat per abocar sempre de la mateixa forma, i a factors com la diferent volatilitat o viscositat dels líquids emprats.